# 国分酒造
国分酒造株式会社（こくぶしゅぞう）は、鹿児島県霧島市にある酒造会社。
1998年に日本で初めてのさつまいも100％焼酎を発売した会社である。

## 概要
- 企業名： 国分酒造株式会社
- 組合理事長： 笹山千枝子
- 所在地： 鹿児島県霧島市国分川原1750

## 沿革
- 1970年 - 当時の国分市・姶良郡にある焼酎メーカー10社で一部協業化事業を行う加治木酒造協業組合を設立。
- 1986年 - 加治木酒造協業組合を全面協業化事業へ改組することに賛成した焼酎メーカー6社で国分酒造協業組合を設立。
- 1998年 - 日本初のさつまいも100％焼酎である「いも麹芋」発売。
- 2015年 - 社名を｢国分酒造株式会社｣に変更[1]。